# Death Magnetic
«Death Magnetic» — дев'ятий студійний альбом гурту «Metallica». Випущений 12 вересня 2008 року лейблами Elektra, Vertigo Records. Альбом став першою повноцінною студійною роботою нового бас-гітариста гурту Роберта Трухільйо. Продюсером альбому виступив Рік Рубін. Цей альбом став першим  у співпраці з лейблом Warner Bros. Records, хоча вони все ще працюють із Warner Music Group, який належить їхньому попередньому лейблу — Elektra Records. В збірку потрапили 10 композицій з 11 записаних.
Альбом став першим у своєму роді в історії гурту, коли кожен з її членів брав участь у написанні пісень або створював свою. Також саме в Death Magnetic уперше, після …And Justice for All, прозвучала інструментальна композиція (Suicide & Redemption).
У прагненні відтворити класичне звучання Metallica повернулася до налаштування гітар А-440 (нота «ля» на частоті 440 герц), яке використовувала до 1991 року. Під час багаторічного туру з «чорним» альбомом заради порятунку голосу Гетфілда гурту довелося «спуститися» на півтону — і в майбутньому таке налаштування збереглося. Тепер, по бажанню Ріка Рубіна, музикантам довелось напружитись і повернутися до класичного звуку, в якому, на думку продюсера, «і є справжнє життя» (Проте на концертах група й надалі використовує налаштування на півтону нижче).
З 12 травня 2008 року розпочалась активна реклама і просування альбому. Був відкритий спеціальний сайт "Mission: Metallica", де щодня публікувалися нові матеріали із закулісного життя групи в процесі створення нової пластинки: інтерв'ю, фотографії і відеозаписи.
14 червня 2008 року гурт оголосив назву свого дев'ятого альбому. Назва майбутньої пластинки гурт оприлюднював на своєму сайті протягом тижня, розпочавши з букв D і C, додаючи по дві букви в день.

## Назва альбому
16 липня 2008 року Джеймс Гетфілд так прокоментував назву альбому
|  | Death Magnetic, принаймні назва, для мене як віддання належного людям, які були в нашому бізнесі, як Лейн Стейлі; багато хто з них загинув, фактично як деякі мученики рок-н-ролу. І звідси виникають роздуми, роздуми про смерть... деякі люди тягнуться до неї, як до магніту, хтось же боїться її і намагається прогнати від себе усі думки про неї. І думка про те, що ми усі коли-небудь помремо, була обговорена раніше, і більше не піднімалася, оскільки ніхто не хоче цього; вона схожа на великого білого слона у вітальні. Але ми усі повинні вибрати для себе яку-небудь точку зору. Оригінальний текст (англ.) Death Magnetic, at least the title, to me started out as kind of a tribute to people that have fallen in our business, like Layne Staley and a lot of the people that have died, basically - rock and roll martyrs of sorts. And then it kind of grew from there, thinking about death... some people are drawn towards it, and just like a magnet, and other people are afraid of it and push away. And the concept that we're all gonna die sometimes is over-talked about and then a lot of times never talked about - no one wants to bring it up; it's the big white elephant in the living room. But we all have to deal with it at some point. |

## Процес написання
16 січня 2004 року фронтмен і ритм-гітарист гурту Джеймс Хетфілд заявив, що у них залишилося близько 18 пісень, не включених в останній на той момент часу альбом St. Anger, і що вони можуть бути перероблені в майбутньому, якщо тільки не будуть випущені «як є». Також він сказав, що у них є матеріал, награний під час студійних записів і розігрівань, проте тоді не йшлося про новий альбом.
12 березня 2004 року барабанщик Ларс Ульріх розповів про те, що група підготувала тридцятихвилинний джем-сейшен для майбутнього живого виступу, який згодом буде записаний для подальшого зведення. При цьому Ларс додав, що якісь частини з виступу безперечно будуть використані в нових записах, коли команда до січня повернеться в студію. Як стало відомо пізніше, вже до жовтня того ж року гурт мав близько 50 годин імпровізаційних записів, сотні гітарних риффів, басових і ударних партій. До 30 вересня 2004 року Launch Radio з інтерв'ю з Гетфілдом оприлюднила звістку про те, що гурт збирається до весни 2005 року почати запис нового, дев'ятого, альбому в співпраці з Warner Bros. Records.
10 березня 2006 року було повідомлено, що гурт збирається використати наступні шість місяців для запису альбомного матеріалу, на додаток до двох попередніх, під час яких почали з'являтися основні риси нової пластинки. На той час усі члени групи, за винятком гітариста Кірка Геммета, активно вносили усі нові поправки й ідеї в альбом, тоді як Кірк був зайнятий у зв'язку з вагітністю дружини.
Ларс Ульріх: «Ми справляємося з процесом створення і запису набагато краще, ніж з St. Anger».
До 16 квітня 2006 року Ульріх повідомив, що гурт записав «шість-сім» пісень (за винятком вокалу), причому частина матеріалу була знайдена в записах їх попереднього Madly in Anger with the World Tour. Тоді ж він пообіцяв, що новий альбом буде «поверненням до старої Металліки» і не виглядатиме як «St. Anger — частина друга».
20 травня 2006 року Кірк Геммет повідав новину про те, що гурт записав вже 15 композицій і продовжує вигадувати по 2—3 пісні на тиждень. Також Джеймс Гетфілд подякував продюсерові Ріку Рубіну за те, що той дав групі свободу творчості і звів тиск до мінімуму, попри те, що іноді команда переставала зосереджуватися на процесі запису.
27 травня 2006 року на сайті колективу з'явився відеозапис, що розповідає про новий альбом. Ульріх, який очолював процес запису, сказав

| Коли ти в студії, усі вважають, що ти або записуєшся, або робиш запис і зведення. Але останнім часом у нас немає розділення між записом і твором нових композицій. У випадку з St. Anger ніхто не вносив нічого нового в пісню перед записом - все робилося в ту ж секунду, миттєво. Зараз же ми робимо те, що робили з попередніми альбомами, - спочатку пишемо, а потім записуємо. Є лише одно відмінність - ми вигадуємо під час запису. І раз студія і штаб-квартира - це наш будинок, ми пишемо в студії. |

## Процес запису
17 січня 2007 року Ларс Ульріх заявив, що вони створюватимуть пластинку так, як робили це раніше, до роботи з екс-продюсером Бобом Роком; вони сидітимуть, відбиратимуть потрібну кількість пісень і лише потім їх записуватимуть. Він також процитував нового продюсера Ріка Рубіна, який сказав, що не вимагатиме від групи запису нових пісень до тих пір, поки вони не будуть готові на 100 відсотків.
Пізніше, 5 березня, Ульріх оповістив журналістів і весь музичний світ, що група відібрала 14 пісень для запису з можливих 25, і наступного тижня колектив приступає до запису. Також він повідав про суть підходу Рубіна до справи створення пластинки

| Головне завдання Ріка - змусити наші тіла «запам'ятати» пісні і тільки після цього, у понеділок, у «Годину Ікс», зіграти їх для запису. Так що ти відкидаєш творчу складову в процесі запису і лише записуєш пачку пісень, які ти знаєш вздовж і поперек. Це дозволяє тобі не витрачати багато сил на створення, обдумування, аналіз і виконання усього матеріалу. Його головна аналогія - процес запису все більше стає схожим на механізм: заходиш в студію і робиш свою справу, а усі думки залишаєш за дверима. |
14 березня 2007 року офіційний сайт групи опублікував новину, що група покидає комфортну штаб-квартиру і вирушає в Лос-Анджелес для запису свого дев'ятого студійного альбому. Це було вперше, коли група записувалася не в Bay Area, з часів The Black Album 1990—1991 рр. Це було підтверджено опублікованим на Mission: Metallica відео, де було видно, як група заходить в Sound City Studios of Nirvana fame.
4 червня 2007 року басист гурту Роберт Трухільйо заявив, що тільки певні частини з відіграних уперше у Берліні і Токіо пісень The New Song і The Other New Song будуть включені в альбом. До радості фанатів і любителів групи, Metallica 29 червня 2007 року відіграла The Other New Song ще раз.
До середини літа, 1 липня, Ларс Ульріх розповів журналістам, що основи усіх композицій вже записані, проте доки бракує вокалу і зведення записів, що буде зроблено до 1 серпня. Згадавши, що альбом швидше за все буде закінчений до жовтня-листопада 2007 року, він планував вихід альбому до лютого 2008-го, хоча вже в грудні 2007-го журнал Rolling Stone писав, що запис вокалу і зведення ще в процесі. У тому ж інтерв'ю Ульріх повідомив, що пісні нового альбому дуже тривалі.
29 лютого 2008 року стало відомо, що, згідно з Sterlingsound.com, мікшуванням, зведенням і створенням майстер-диска займатиметься Тед Єнсен зі Sterling Sound Studios, який підписав контракт, імовірно, в серпні 2006 року. Проте ім'я групи і нового альбому досі не включене в список проектів Теда. Утім, також відомо з інших джерел (Blabbermouth.net), що звукооператор Грег Фідельмен також був запрошений для зведення альбому.
До 15 травня 2008 року було записано 11 пісень для нового альбому, проте на пластинку потрапили лише 10 в силу технічних причин.

## Випуск
У січні 2008 року журнал Stereo Warning зробив заяву, згідно з якою випуск Death Magnetic відкладається, принаймні, до вересня 2008 року, проте менеджмент гурту спростував цю заяву, сказавши, що альбом без певної дати релізу не може бути «відкладений».
Реліз альбому, готового вже до 10 серпня 2008 року, був призначений на 12 вересня і був підготовлений в різних варіантах випуску.
Проте 2 вересня 2008 року паризький магазин начал продажу копій нового альбому, приблизно за два тижні до світового релізу, що привело до швидкої його появи у файлообмінних мережах. Цей факт підштовхнув офіційного розповсюджувача на території Великої Британії Vertigo Records почати продажі за два дні до призначеної дати, тобто 10 вересня. Досі невідомо, чи будуть менеджмент гурту і Warner Bros. розбирати випадок з паризьким магазином, проте Ларс Ульріх сказав про це в інтерв'ю радіостанції KITS 105.3 FM
|  | Послухайте, у нас 10 днів до релізу. Я думаю, що тепер уже, ми в шоколаді. Якщо дійсно цей витік розійдеться по всьому світу, сьогодні або завтра, будьте щасливі. Це - щасливі дні. Повірте мені. Коли 10 днів до виходу, - це вже не має значення. Ми нічого не втратимо. Усі щасливі. Зараз 2008 рік, і це частина його і це прекрасно. Ми щасливі. Оригінальний текст (англ.) We're ten days from release. I mean, from here, we're golden. If this thing leaks all over the world today or tomorrow, happy days. Happy days. Trust me. Ten days out and it hasn't quote-unquote fallen off the truck yet? Everybody's happy. It's 2008 and it's part of how it is these days, so it's fine. We're happy. |

А пізніше USA Today
|  | За стандартами 2008 року це справжня перемога. Якби хто-небудь півроку тому сказав би мені, що у нас станеться витік матеріалу за 10 днів до релізу, я б підписався під цим. Ми зробили чудовий запис, та і люди досягли успіху в цій справі більше, ніж хто-небудь чекав. Оригінальний текст (англ.) By 2008 standards, that's a victory. If you'd told me six months ago that our record wouldn't leak until 10 days out, I would have signed up for that. We made a great record, and people seem to be getting off on it way more than anyone expected. |

Подія, що запам'ятовується, мала місце 15 вересня, коли оглядач шведського щоденника Sydsvenskan признався, що він віддав перевагу неліцензійній копії альбому над офіційною. Це інтерв'ю незабаром було прибране з газетних смуг, а президент Universal Music Sweden Пер Сандін заявив
|  | Оглядач посилає нас до BitTorrent, де хтось виклав змінену версію пісень. При цьому рецензент чітко пояснює, куди повинен зайти хто-небудь і що повинен зробити, щоб викачати ці файли, порушуючи усі закони авторського права. Але це не лише нелегальні копії, але і зовсім змінені пісні. До того ж автор говорить, що це саме те, як повинен звучати альбом. Проте копіювання файлів - незаконно. Тут нічого обговорювати. Той факт, що оглядач Sydsvenskan незаконно викачав альбом, а також після згадує про незаконний сайт в статті, робить сам факт абсолютно для нас неприйнятним. Оригінальний текст (англ.) The reviewer is referring to a BitTorrent where someone has altered the original songs. The reviewer explains exactly where one should go in order to download the file that totally infringes on a copyright. It's not only an illegal file, but an altered file. The reviewer also writes that this is how the album should have sounded. File-sharing of music is illegal. Period. There's nothing to discuss. That fact – that Sydsvenskan has a writer that has downloaded this music illegally and then makes mention of an illegal site in his review – is totally unacceptable to us. |

У день релізу FMQB транслював передачу The World Premiere of Death Magnetic, яку ретранслювали більше 175 радіостанцій в США і Канаді. Також по телевізійних каналах була показана програма в режимі «живого ефіру» з штаб-квартири, в якій взяли участь усі учасники групи, а також фронтмен гурту Foo Fighters Дейв Грол і барабанщик Тейлор Хокінс. Спочатку розрахована на 90 хвилин, передача тривала дві години.

## Список композицій
Автор слів Джеймс Хетфілд, автор музики Metallica. 
| #     | Назва                                    | Тривалість |
| ----- | ---------------------------------------- | ---------- |
| 1.    | «That Was Just Your Life»                | 7:08       |
| 2.    | «The End of the Line»                    | 7:52       |
| 3.    | «Broken, Beat & Scarred»                 | 6:25       |
| 4.    | «The Day That Never Comes»               | 7:56       |
| 5.    | «All Nightmare Long»                     | 7:58       |
| 6.    | «Cyanide»                                | 6:40       |
| 7.    | «The Unforgiven III»                     | 7:47       |
| 8.    | «The Judas Kiss»                         | 8:01       |
| 9.    | «Suicide & Redemption» (Інструментальна) | 9:58       |
| 10.   | «My Apocalypse»                          | 5:01       |
| 74:46 |                                          |            |

| Deluxe edition bonus DVD – a documentary film Making Magnetic | Deluxe edition bonus DVD – a documentary film Making Magnetic | Deluxe edition bonus DVD – a documentary film Making Magnetic |
| #                                                             | Назва                                                         | Тривалість                                                    |
| ------------------------------------------------------------- | ------------------------------------------------------------- | ------------------------------------------------------------- |
| 1.                                                            | «That Was Just Your Life»                                     | 12:01                                                         |
| 2.                                                            | «The End of the Line»                                         | 12:12                                                         |
| 3.                                                            | «Broken, Beat & Scarred»                                      | 13:20                                                         |
| 4.                                                            | «The Day That Never Comes»                                    | 10:48                                                         |
| 5.                                                            | «All Nightmare Long»                                          | 9:59                                                          |
| 6.                                                            | «Cyanide»                                                     | 13:30                                                         |
| 7.                                                            | «The Unforgiven III»                                          | 10:26                                                         |
| 8.                                                            | «The Judas Kiss»                                              | 12:36                                                         |
| 9.                                                            | «Suicide & Redemption» (Instrumental)                         | 12:12                                                         |
| 10.                                                           | «My Apocalypse»                                               | 11:50                                                         |
| 118:54                                                        |                                                               |                                                               |

| Deluxe edition bonus CD – Demo Magnetic demo versions of tracks from the standard album with working titles but a parallel order | Deluxe edition bonus CD – Demo Magnetic demo versions of tracks from the standard album with working titles but a parallel order | Deluxe edition bonus CD – Demo Magnetic demo versions of tracks from the standard album with working titles but a parallel order |
| # | Назва | Тривалість |
| --- | --- | --- |
| 1. | «Hi Guy» | 7:11 |
| 2. | «Neinteen» | 7:35 |
| 3. | «Black Squirrel» | 6:13 |
| 4. | «Casper» | 8:15 |
| 5. | «Flamingo» | 7:59 |
| 6. | «German Soup» | 6:31 |
| 7. | «UN3» | 7:50 |
| 8. | «Gymbag» | 7:55 |
| 9. | «K2LU» | 9:30 |
| 10. | «Ten» | 5:18 |
| 74:17 | | |

## Критика
| Агрегатор  | Оцінка |
| ---------- | ------ |
| Metacritic | 78/100 |

В інтерв'ю в 2007 році журналу Rolling Stone барабанщик гурту Velvet Revolver Метт Сорум повідав журналістам своє враження від ще не закінчених пісень.

| Ларс — мій хороший друг. Він поставив мені демо-версії з Сан-Франціско, і я подивився на нього і сказав: «Віддавайте це в мастерінг і випускайте»!. Це божевільно. Демо були дуже класними. Пісні по вісім хвилин, усі ці зміни ритму, шалено швидкі. Це як «Чуваче, [говорять] коли старієш, не зменшуй темпу. Але не прискорюватися ж?! Як ти гратимеш це живцем»?. А потім ми з Ларсом всю ніч гуляли, а вранці він повинен був іти в студію і робити цю тупу дев'яти-десятихвилинну пісню, і я чадів над ним, тому що він вмикав мені демо цієї пісні і вона була (зображує дуже швидку партію ударних) ось такою швидкою. Я йому подзвонив і запитав: «Чуваче, як самопочуття»? А він мені: «Чуваче, все болить». Вони усі пишуть на плівку, ніяких Pro Tools — живцем, без кліків. |
Перший сингл альбому The Day That Never Comes, за словами групи, повинен був нагадувати їх легендарний сингл One, який в 90-му, був номінований на премію Греммі. Журнал Rock Sound у свою чергу знайшов подібність з творчістю гурту Thin Lizzy. Також гурт повернувся до свого традиційного багатошарового звучання з тривалими гітарними соло, нагадуючи …And Justice for All, відмовившись від концепції побудови пісень зі St. Anger.
Thrash Hits став першим журналом, разом із The Quietus, який висловив свою думку щодо Death Magnetic, погоджуючись в тому, що це величезний крок вперед порівняно зі St. Anger. Metal Hammer відмітив у звучанні нового альбому «гостро вигострені рифи», а також «нестандартні ритми, що гримлять», а також порівняв близько 6 треків з пластинки з творчістю інших груп, включно зі Slayer, Led Zeppelin і навіть Rage Against the Machine.
Death Magnetic зустріли хвалебні відгуки з боку фанатів і критиків, як повернення команди до традиційного звучання після фактично провального St. Anger. Барабанщик гурту Dream Theater Майк Портной відізвався про альбом, як про без сумніву найкращий за 20 останніх років творчості групи. «Я чекав цей диск з часів …And Justice for All. І спасибі їм за першу інструментальну композицію з часів To Live Is to Die. З поверненням, хлопці».
Одного разу, під час перебування гурту в європейському турне 2008 року, третина менеджменту Q Prime зажадала від частини журналів, сайтів і блогів припинити обговорення альбому, не обґрунтувавши свій запит. Проте коли гурт повернувся до США і дізнався про подію, команда була невдоволена діями менеджменту, а Ларс Ульріх розіслав усім постраждалим колективам лист з вибаченнями.
7 лютого 2009 року, свою думку про альбом «Death Magnetic» в інтерв'ю сайту MTV's HeadbangersBlog.com висловив фронтмен гурту Slayer Том Арайа. Відповідаючи на питання журналіста, що він думає про останній альбом MetallicA :

| Я думаю, Death Magnetic був для Metallica спробою заново відкрити себе, але вони створили його поступово, по шматочках, також як і St. Anger, який був записаний шматками. У них вийшли дійсно кльові рифи, але з'єднали вони їх «неправильно» (сміється). Ці пісні, вони починаються і… Довгі вони, коротше. Вони тривають всі по сім-вісім хвилин. Для мене, вісім хвилин рифування — це просто нестерпно, розумієте?!. Є, правда, дійсно хороші рифи — в усіх піснях з альбому. Та дрібниця, яку я змусив себе прослухати повністю, також включала декілька хороших рифів. І мені здається, що якщо ви викинете усі відстійні моменти з неї і залишите тільки хороші, то можете отримати дійсно класну пісню. І це ті думки, які мене відвідують, коли я прослуховую восьмихвилинну композицію. Мені здається,… що це занадто. |

### Схвалення
| Публікатор    | Країна          | Список                          | Рік  | Місце |
| ------------- | --------------- | ------------------------------- | ---- | ----- |
| Q             | Велика Британія | 50 Найкращих Альбомів Року      | 2008 | 25    |
| Uncut         | Велика Британія | 50 Найкращих Альбомів 2008 року | 2008 | 44    |
| Time          | США             | 10 Найкращих альбомів 2008 року | 2008 | 3     |
| Revolver      | США             | 20 Найкращих Альбомів 2008 року | 2008 | 1     |
| Rolling Stone | США             | Найкращі Альбоми 2008 року      | 2008 | 9     |
| Metal Edge    | США             | 50 Найкращих Альбомів 2008 року | 2008 | 2     |
| Metal Hammer  | Велика Британія | 50 Найкращих Альбомів 2008 року | 2008 | 1     |
| Kerrang       | Велика Британія | Альбом Року                     | 2008 | 1     |
| Metal Maniacs | США             | 20 Метал Альбомів 2008 року     | 2008 | 20    |

## Учасники запису
Гурт
- Джеймс Гетфілд — ритм-гітара, вокал, соло в «Suicide & Redemption»
- Ларс Ульріх — ударні
- Кірк Геммет — соло-гітара
- Роберт Трухільйо — бас-гітара

Сесійні музиканти
- Девід Кемпбелл — оркестровка в «The Unforgiven III»

Продюсування
- Рік Рубін — продюсер
- Грег Фідельмен — мікшування, зведення
- Ендрю Шепс — мікшування, зведення
- Тед Єнсен — створення майстер-диска

## Чарти

### Альбом
| Країна                                            | Контролер            | Позиція | Показник                | Продаж    |
| ------------------------------------------------- | -------------------- | ------- | ----------------------- | --------- |
| Аргентина                                         | CAPIF                | 1       | Платиновий              | 40,000+   |
| Австралія                                         | ARIA                 | 1       | 2x Платиновий           | 140,000+  |
| Австрія                                           | Music Control Europe | 1       |                         |           |
| Бельгія (Фландрія)                                | Ultratop             | 1       | Платиновий              | 30,000    |
| Бельгія (Валлонія)                                | Ultratop             | 2       | Платиновий              | 30,000    |
| Бразилія                                          | ABPD                 | 4       | Золотий                 | 45,000    |
| Канада                                            | Billboard            | 1       | 4x Платиновий           | 320,000+  |
| Колумбія                                          | ASINCOL              | 1       | Платиновий              | 10,000+   |
| Хорватія                                          | HDU                  | 1       |                         |           |
| Чехія                                             | All Records/IFPI     | 1       | Платиновий              | 20,000    |
| Данія                                             | IFPI Danmark         | 1       | 2× Платиновий           | 40,000    |
| Європа                                            | IFPI                 | 1       | Платиновий              | 1,000,000 |
| Фінляндія                                         | IFPI                 | 1       | 2x Платиновий           | 79,415    |
| Франція                                           | SNEP/IFOP            | 1       | Золотий                 | 75,000    |
| Німеччина                                         | IFPI                 | 1       | 2x Платиновий           | 400,000   |
| Греція                                            | IFPI                 | 1       | Платиновий              | 15,000+   |
| Угорщина                                          | Mahasz               | 2       | Платиновий              | 6,000+    |
| Ірландія                                          | IRMA                 | 1       | Платиновий              | 15,000    |
| Італія                                            | FIMI                 | 1       | Платиновий              | 118,000+  |
| Японія                                            | Oricon               | 3       | Золотий                 | 83,000    |
| Мексика                                           | AMPROFON             | 1       | Платиновий              | 100,000   |
| Нідерланди                                        | GFK/Dutch Charts     | 1       | Платиновий[джерело?]    | 80,000    |
| Нова Зеландія                                     | RIANZ                | 1       | Платиновий[джерело?]    | 60,000    |
| Норвегія                                          | VG Nett              | 1       | 2x Платиновий[джерело?] | 64,000    |
| Польща                                            | ZPAV                 | 1       | 2x Платиновий           | 40,000    |
| Португалія                                        | AFP                  | 1       | Платиновий              | 20,000    |
| Іспанія                                           | PROMUSICAE           | 2       | Золотий[джерело?]       | 40,000+   |
| Швеція                                            | Sverigetopplistan    | 1       | 2x Платиновий           | 80,000+   |
| Швейцарія                                         | Media Control Europe | 1       | Платиновий              | 30,000    |
| Туреччина                                         | Mu-Yap Turkey        |         | Золотий                 | 5,000     |
| Велика Британія                                   | OCC                  | 1       | Золотий                 | 100,000+  |
| США Billboard 200                                 | Billboard            | 1       | 2x платиновий           | 2,000,000 |
| U.S. Billboard Top Rock Albums                    | Billboard            | 1       | 2x платиновий           | 2,000,000 |
| U.S. Billboard Top Hard Rock Albums               | Billboard            | 1       | 2x платиновий           | 2,000,000 |
| U.S. Billboard Top Modern Rock/Alternative Albums | Billboard            | 1       | 2x платиновий           | 2,000,000 |

### Сингли
| Сингл                      | Чарт                                                    | Позиція |
| -------------------------- | ------------------------------------------------------- | ------- |
| «The Day That Never Comes» | U.S. Billboard Hot 100                                  | 31      |
| «The Day That Never Comes» | U.S. Billboard Hot Mainstream Rock Tracks (Active Rock) | 1       |
| «The Day That Never Comes» | U.S. Billboard Hot Modern Rock Tracks                   | 5       |
| «The Day That Never Comes» | U.S. Billboard Hot Digital Songs                        | 18      |
| «The Day That Never Comes» | UK Singles Chart                                        | 19      |
| «The Day That Never Comes» | Australian ARIA Top 50 Singles Chart                    | 18      |
| «My Apocalypse»            | U.S. Billboard Hot 100                                  | 67      |
| «My Apocalypse»            | U.S. Billboard Hot Mainstream Rock Tracks (Active Rock) | 38      |
| «My Apocalypse»            | U.S. Billboard Hot Digital Songs                        | 30      |
| «My Apocalypse»            | Australian ARIA Top 50 Singles Chart                    | 38      |
| «My Apocalypse»            | UK Singles Chart                                        | 51      |
| «Cyanide»                  | U.S. Billboard Hot 100                                  | 50      |
| «Cyanide»                  | U.S. Billboard Hot Mainstream Rock Tracks (Active Rock) | 1       |
| «Cyanide»                  | U.S. Billboard Hot Modern Rock Tracks                   | 19      |
| «Cyanide»                  | U.S. Billboard Hot Digital Songs                        | 22      |
| «Cyanide»                  | UK Singles Chart                                        | 48      |
| «All Nightmare Long»       | U.S. Billboard Hot Mainstream Rock Tracks (Active Rock) | 9       |
| «All Nightmare Long»       | U.S. Billboard Rock Songs                               | 28      |
| «All Nightmare Long»       | U.S. Billboard Heritage Rock                            | 21      |
| «Broken, Beat & Scarred»   | U.S. Billboard Hot Mainstream Rock Tracks (Active Rock) | 15      |
| «Broken, Beat & Scarred»   | U.S. Billboard Rock Songs                               | 32      |
| «Broken, Beat & Scarred»   | U.S. Billboard Heritage Rock                            | 18      |
| «Broken, Beat & Scarred»   | Austria Singles Top 75                                  | 74      |
| «Broken, Beat & Scarred»   | Dutch Top 40                                            | 25      |
| «Broken, Beat & Scarred»   | Finland Singles Chart                                   | 4       |
| «Broken, Beat & Scarred»   | France Singles Top 100                                  | 36      |
| «Broken, Beat & Scarred»   | German Singles Top 100                                  | 35      |

## Деталі релізу
| Країна          | Дата                 | Лейбл                | Формат                                                                                  | Каталог        |
| --------------- | -------------------- | -------------------- | --------------------------------------------------------------------------------------- | -------------- |
| Велика Британія | 10 вересня 2008 року | Vertigo Records      | Компакт-диск, digipak, deluxe carton box, 2LP (33 rpm), 5LP box (45 rpm 180-gram vinyl) | 1773726        |
| Мексика         | 10 вересня 2008 року | Universal Music      | Компакт-диск, Super Jewel Case                                                          |                |
| Австрія         | 12 вересня 2008 року | Universal Music      | Компакт-диск                                                                            | —              |
| Колумбія        | 12 вересня 2008 року | Vertigo Records      | Компакт-диск                                                                            | 602517840201   |
| Фінляндія       | 12 вересня 2008 року | Universal Music      | Компакт-диск, digipak, deluxe carton box                                                | —              |
| Німеччина       | 12 вересня 2008 року | Universal Music      | Компакт-диск                                                                            | —              |
| Японія          | 12 вересня 2008 року | Universal Music      | Компакт-диск, deluxe carton box                                                         | UICR-1077      |
| США             | 12 вересня 2008 року | Warner Bros. Records | Компакт-диск, deluxe carton box, 2LP (33 rpm), 5LP box (45 rpm 180-gram vinyl)          | 508732-2       |
| Канада          | 12 вересня 2008 року | Warner Music         | Компакт-диск, digipak                                                                   | 2-508732       |
| Польща          | 12 вересня 2008 року | Universal Music      | Компакт-диск, deluxe carton box                                                         | —              |
| Португалія      | 12 вересня 2008 року | Universal Music      | Компакт-диск, deluxe carton box                                                         | 00602517737280 |
| Швейцарія       | 12 вересня 2008 року | Universal Music      | Компакт-диск, deluxe carton box                                                         | —              |
| Європа          | 12 вересня 2008 року | Universal Music      | Компакт-диск, Coffin Box Set, Deluxe CD Carton Case                                     | 00602517737280 |
| Індія           | 12 вересня 2008 року | Universal Music      | Компакт-диск, digipak, coffin box set                                                   | 602517737266   |
| Австралія       | 13 вересня 2008 року | Universal Music      | Компакт-диск, limited edition die-cut deluxe digipak                                    | 00602517737280 |